# Люблянская культура
Люблянская культура — археологическая культура бронзового века, впервые описанная в 1967 г.

## Возникновение и распространение
Возникла около 1850 г. до н. э. и существовала в континентальной Словении и на побережье Адриатики от Триестского залива до Албании.
Возникла в результате слияния словенского варианта вучедолской культуры и культуры колоколовидных кубков. В данном регионе не было существенных различий между энеолитом и ранним бронзовым веком.

## Характеристика
Поселения продолжают традиции энеолита. В области Люблянского барья и далее существовали свайные дома, тогда как близ Триеста существовали пещерные жилища. Свайные посёлки окружались частоколами. Дома были прямоугольными, имели очаги с основанием из глины или камня.
О погребениях известно мало. К раннему бронзовому веку можно отнести единственное погребение из Предъяме. Тип погребений — трупоположение в скорченном виде.

## Металлургия
Металлургия была развита. Обнаружены литейные формы, кинжалы с углублением посредине, трапецевидные топоры, шила, иглы и браслеты с изогнутыми краями.

## Керамика
На основании керамики культура подразделяется на два локальных варианта.
- Альпийский вариант — тёмно-серая посуда, горшки и амфоры со сферическим дном, цилиндрическим или воронковидным носиком, кубки с лентовидной ручкой, кубки на ножке, биконические чаши. Орнаменты представляют собой группы горизонтальных и вертикальных линий, косые треугольники, выдавленные острым предметом.

- Адриатический вариант — бокалы на ножке, кубки с лентовидной ручкой, горшки. Орнаменты выполнены в виде насечки или штамповки, в виде групп метоп и фризов.